# 共軛閉包
在群論中，群 G 的子集 S 的共軛閉包是生成自 SG 的 G 的子群，即 SG 在群運算下的閉包，這里的  SG 是 S 元素的共軛的集合：
SG = {g−1sg | g ∈ G 并且 s ∈ S}
S 的共軛閉包記為 <SG> 或 <S>G。
S 的共軛閉包總是 G 的正規子群；事實上，它是包含 S 的最小的 G 的正規子群。為此，共軛閉包也叫做 S 的正規閉包或者 S 生成的正規子群。正規閉包也可以刻畫為包含 S 的所有 G 的正規子群的交集。如果 S 已經是正規子群則它等于它的正規閉包。
如果 S {\displaystyle =\varnothing }，則 S 的正規閉包是平凡群。如果 S = {a} 由一個元素構成，則共軛閉包是 a 和共軛於 a 的所有 G 的元素生成正規子群。所以，如果 G 是單群，G 是 G 的任何非單位元元素 a 的共軛閉包。
對比於帶有 S 的正規化子的 S 的正規閉包，它是其中 <S> 自身為正規的“最大”的 G 的子群。（在更大的群 G 中不必須是正規的，就像 <S> 在它的共軛/正規閉包中不必須是正規的一樣。）

## 引用
- Derek F. Holt; Bettina Eick, Eamonn A. O'Brien. . CRC Press. 2005: 73. ISBN 1584883723.